# Загін «Дельта»
Загін «Дельта» (англ. The Delta Force) — американський бойовик режисера Менахема Голана.

## Сюжет
Коли небезпечні терористи захоплюють американських туристів і переправляють їх у Бейрут, президент направляє загін «Дельта» — бригаду першокласних бійців під командуванням полковника Ніка Александера і майора Скотта Маккоя, щоб звільнити їх. Незабаром після перекидання на Близький Схід елітний рятувальний загін отримує відомості, що жінок і дітей відпустили, але чоловіків банда фанатичних злочинців утримує в будівлі школи, розташованому на березі моря. Змітаючи все на своєму шляху, крізь вогонь і вибухи загін «Дельта» проривається до табору терористів і, не залишаючи полонених, звільняє заручників. Однак на цьому місія не закінчується. Бандити встигли перевезти декількох заручників у Тегеран, і тепер у битві за їх спасіння час працює проти Александера і Маккоя.

## У ролях
| Актор             | Роль                    |
| ----------------- | ----------------------- |
| Чак Норріс        | Майор Скотт МакКой      |
| Лі Марвін         | Полковник Нік Александр |
| Мартін Болсам     | Бен Каплан              |
| Джоі Бішоп        | Гаррі Голдман           |
| Роберт Форстер    | Абдул                   |
| Лейні Казан       | Сільвія Голдман         |
| Джордж Кеннеді    | Отець О'Меллі           |
| Ханна Шигулла     | Інгрід                  |
| Сьюзен Страсберг  | Дебра Левін             |
| Бо Свенсон        | Капітан Кемпбелл        |
| Роберт Вон        | Генерал Вудбрідж        |
| Шеллі Вінтерс     | Еді Каплан              |
| Вільям Воллес     | Піт Петерсон            |
| Чарльз Грант      | Том Хейл                |
| Стів Джеймс       | Боббі                   |
| Кім Ділейні       | Сестра Мері             |
| Джеррі Вайнсток   | Доктор Джек             |
| Марвін Фрідман    | Дейв Хоскінс            |
| Боб Левіт         | Джим Монтгомері         |
| Келлі Голдберг    | Тіна                    |
| Кріс Елліа        | Леслі                   |
| Джеррі Лезарас    | Роберт Левін            |
| Наталі Рот        | Еллен Левін             |
| Джеррі Гімен      | Тед Bilicki             |
| Гаель Лерер       | Розалі Білікі           |
| Генк Лейнінгер    | Джей Білікі             |
| Говард Джексон    | Ед                      |
| Ерік Норріс       | Енді                    |
| Зіпора Пелед      | Сестра Енн              |
| Аарон Каплан      | Майк Фрейзер            |
| Керолайн Лангфорд | Саллі Фрейзер           |
| Іегуда Ефроні     | Девід Росовскі          |

| Актор           | Роль                             |
| --------------- | -------------------------------- |
| Давід Менахем   | Мустафа                          |
| Шайке Офір      | Отець Ніколас                    |
| Аві Лозах       | Джаффер                          |
| Урі Гавріел     | Джордж Беррі                     |
| Панос Ніколау   | Пітер                            |
| Елкі Джейкобс   | бармен                           |
| Менахем Іні     | Іссама                           |
| Ассі Даян       | Раффі Амір                       |
| Джек Коен       | ліванський міністр               |
| Адіб Яхшан      | Салім                            |
| Хайм Сірафі     | Самір                            |
| Моско Алкалай   | тележурналіст                    |
| Ларрі Прайс     | журналіст                        |
| Сьюзен Офір     | ATW дівчина                      |
| Джек Мессінджер | ATW агент                        |
| Джанет Харшман  | диктор ТБ                        |
| Езра Кафрі      | ізраїльські командос             |
| Денні Фрідман   | ізраїльські командос             |
| Річард Селано   | Капітан Росс                     |
| Енді Шульман    | помічник Піта                    |
| Джоі Сапел      | пілот загону Дельта              |
| Річард Петерсон | американський посол в Алжирі     |
| Юджин Клейн     | американський посол в Тель-Авіві |
| Альберт Амар    | контролер в Алжирі               |
| Бен Амі Шмеле   | Officer with George              |
| Моті Ширін      | терорист в літаку                |
| Іцхак Алоні     | Амаль сержант                    |
| Боаз Офрі       | охоронець воріт                  |
| Альберт Ілуз    | паспортний інспектор             |
| Оснат Вишинскі  | агент, El Al                     |
| Девід Леснік    | диктор ТБ                        |
| Кевін Діллон    | солдат загону Дельта             |
| Ліам Нісон      | солдат загону Дельта             |

## Цікаві факти
- На початку фільму відтворена операція Eagle Claw, про невдалу спробу врятувати американських заручників які перебували в посольстві США в Ірані в 1980 році.
- Фільм був знятий цілком в Ізраїлі.

## Саундтрек
| Список треків | Список треків                          | Список треків |
| #             | Назва                                  | Тривалість    |
| ------------- | -------------------------------------- | ------------- |
| 1.            | «Main Title»                           | 5:16          |
| 2.            | «Terrorists Board Jet»                 | 3:19          |
| 3.            | «Three American Marines»               | 4:09          |
| 4.            | «First Class»                          | 3:59          |
| 5.            | «Rescue»                               | 5:59          |
| 6.            | «Hebrew Ring»                          | 3:48          |
| 7.            | «Round Up and Collection»              | 4:57          |
| 8.            | «More Terrorists»                      | 3:00          |
| 9.            | «Delta Force Theme»                    | 4:24          |
| 10.           | «The Selections»                       | 5:26          |
| 11.           | «The Takeover»                         | 5:34          |
| 12.           | «Funeral»                              | 4:35          |
| 13.           | «Algiers»                              | 10:57         |
| 14.           | «Hostages Arrive Home and End Credits» | 9:56          |
| 75:55         |                                        |               |